# Isoorientine 3'-O-méthyltransférase
L'isoorientine 3'-O-methyltransférase (EC 2.1.1.78) est une enzyme qui catalyse la réaction chimique
S-adénosyl-L-méthionine + isoorientine  {\displaystyle \rightleftharpoons }  S-adénosyl-L-homocystéine + isoscoparine.
dont les deux substrats sont la S-adénosylméthionine et l'isoorientine, et ses deux produits la S-adénosylhomocystéine et l'isoscoparine.

Cette enzyme appartient à la famille des transférases, et plus spécifiquement à la famille des enzymes transférant un groupe monocarboné (méthyltransférases). Le nom systématique de cette classe d'enzymes est S-adénosyl-L-méthionine:isoorientine 3'-O-méthyltransférase.  